# الانضباط الخامس
الانضباط الخامس، فن وممارسة منظمة التعلم هو كتاب لبيتر سينج (محاضر كبير في معهد ماساتشوستس للتكنولوجيا) نشر في 1990 يركز على حل المشكلات الجماعية باستخدام طريقة التفكير في النظم من أجل تحويل الشركات إلى مؤسسات تعليمية.
تتكون التخصصات الخمسة من مناهج (نظريات وأساليب) لتطوير قدرات التعلم الأساسية الثلاث: تعزيز الطموح، وتطوير المحادثة الانعكاسية، وفهم التعقيد

## المحتوى

### التخصصات الخمسة
التخصصات الخمسة التي يشير الكتاب ل «منصة التعلم» التي نوقشت في الكتاب هي:
1. «الإتقان الشخصي هو نظام لتوضيح وتعميق رؤيتنا الشخصية باستمرار، وتركيز طاقاتنا، وتنمية الصبر، ورؤية الواقع بموضوعية.» [2]
2. «النماذج العقلية هي افتراضات عميقة الجذور، أو تعميمات، أو حتى صور للصور التي تؤثر على كيفية فهمنا للعالم وكيف نتخذ الإجراءات».
3. «بناء رؤية مشتركة - ممارسة لكشف الصور المشتركة للمستقبل التي تعزز الالتزام الحقيقي والتسجيل بدلاً من الامتثال.»
4. «التعلم الجماعي يبدأ بـ» الحوار «، قدرة أعضاء الفريق على تعليق الافتراضات والدخول في» التفكير معًا «الحقيقي».
5. «التفكير المنظومي - الانضباط الخامس الذي يدمج الأربعة الآخرين.»

يحكي سنجي على نطاق واسع دور ما يشير إليه بـ «النماذج العقلية»، والتي قال إنها جزء لا يتجزئ من أجل «التركيز على الانفتاح اللازم للكشف عن أوجه القصور» في التصورات. يركز الكتاب أيضا على «التعلم الجماعي» بهدف تطوير «مهارات مجموعه من الناس للبحث عن صورة كبيره تتعدى المنظورات الفردية». بالإضافة إلى هذه المبادئ، يركز المؤلف على أهمية «التمكن الشخصي» لتعزيز «الدافع الشخصي للتعلم باستمرار كيف تتأثر[...] الأفعال على العالم.» 

### صعوبات التعلم
إضافة إلى «التخصصات»، التي يقترح سنجي أنها مفيدة لما يراه بـ «منظمة التعلم»، يعتقد سنجي أيضًا العديد من العادات أو العقليات الضارة المتصورة، والتي يشير إليها باسم «صعوبات التعلم».
1. «أنا موقفي».
2. «العدو في الخارج».
3. وهم تولي المسؤولية
4. التركيز على الأحداث
5. مثل الضفدع المغلي
6. وهم التعلم من التجربة
7. أسطورة فريق الإدارة

### القوانين ال 11 من الانضباط الخامس
1. مشاكل اليوم تأتي من «حلول» الأمس.
2. كلما ضغطت بقوة، زاد دفع النظام بقوة.
3. ينمو السلوك بشكل أفضل قبل أن يسوء.
4. عادة ما يؤدي الطريق السهل للخروج مرة أخرى.
5. يمكن أن يكون العلاج أسوأ من المرض.
6. أسرع هو أبطأ.
7. لا يرتبط السبب والنتيجة ارتباطًا وثيقًا بالزمان والمكان.
8. يمكن أن تؤدي التغييرات الصغيرة إلى نتائج كبيرة... ولكن المجالات ذات النفوذ الأعلى غالبًا ما تكون الأقل وضوحًا.
9. يمكنك الحصول على كعكتك وتناولها أيضًا - ولكن ليس كلها مرة واحدة.
10. لا ينتج عن تقسيم الفيل إلى نصفين فيلين صغيرين.
11. لا يوجد لوم.

## استقبال
في عام1997، حددت هارفارد بيزنس ريفيو الانضباط الخامس كواحد من كتب الإدارة المؤثرة في السنوات الـ 75 الماضية.
كما قام بنك الاحتياطي الفيدرالي في مينيابوليس بمراجعة الكتاب.

## روابط خارجية
- Fullerton، John. "Review of The Fifth Discipline". مؤرشف من الأصل في 2008-05-18.